# Durdy Bayramov
Pour les articles homonymes, voir Bayramov.
Durdy Bayramov (en russe Дурды Байрамов ; 14 avril 1938 - 14 février 2014) est un artiste et académicien qui a reçu le titre honorifique le plus élevé dans son pays : Artiste turkmène du peuple de l'URSS. Dans sa langue maternelle turkmène, le nom de Durdy Bayramov est Durdy Bayram (sans le suffixe slave ov, ajouté pour russifier les noms pendant l'époque soviétique). Le nom Bayram signifie « célébration » dans les langues turques.

## Biographie
Bayramov est né à Baýramaly dans la République socialiste soviétique du Turkménistan, qui faisait alors partie de l'Union soviétique, le 14 avril 1938. Il a perdu ses deux parents très jeune et a vécu comme un enfant sans-abri avant d'être placé dans un orphelinat de Serdar (Kyzyl-Arvat à l’époque), où il a été élevé. En grandissant, Bayramov a enduré la famine et les difficultés qui ont accompagné la Seconde Guerre mondiale et la dévastation d'après-guerre. Plus tard, il a bénéficié des conseils d’enseignants exceptionnels qui ont reconnu son talent et soutenu le jeune artiste dans ses efforts pour devenir un peintre professionnel. Son premier professeur d'art était Gennadiy Brusentsov, un artiste russe qui a enseigné au Turkmen Art College Shota Rustaveli à Achgabat. Bayramov et Brusentsov ont développé une amitié pour la vie, avec Brusentsov agissant comme mentor de Bayramov au fil des ans.
Le portrait de Bayramov jeune, réalisé par Brusentsov, intitulé Jeune Joueur de football, est dans la collection de la Galerie Tretiakov à Moscou. Bayramov a peint trois portraits significatifs de son professeur, le plus célèbre étant Portrait de mon premier professeur, créé en 1997-98.
Une autre grande influence sur la vie artistique et la carrière de Durdy Bayramov a été le professeur d’art Dimitri Mochalski (ru), son professeur au prestigieux Art Institute Sourikov à Moscou, que Bayramov a fréquenté entre 1959 et 1965. Mochalski était récipiendaire du titre honorifique le plus élevé dans les arts - artiste national de l'URSS, et était largement respecté pour sa «capacité à mettre en évidence l'essentiel, tout en mettant de côté les détails superflus.» . Il a transmis cette approche à plusieurs de ses étudiants, y compris Durdy Bayramov.

## Carrière

### Années 1960
À la fin de ses études en 1965, Bayramov a rejoint l'Union des Artistes de l’URSS et a commencé sa carrière comme artiste professionnel. C’est le genre du paysage qui a tout d’abord captivé Durdy Bayramov. Beaucoup de ses premières œuvres paysagères (certaines datant de ses années d'études) ont reçu les éloges de la critique. Son célèbre tableau Terre Pacifique (1969) est considéré comme un exemple classique de peinture de paysage Turkmène.
En 1966, Bayramov a épousé sa muse bien-aimée, Dunyagozel ”Gozel” Ilyasova, qui aura été l'un de ses sujets le plus souvent peints et demeurant une source d'inspiration pour son travail tout au long de sa vie. Bayramov lui a consacré toute une série d'œuvres sur papier intitulé Gozel, qui comprend 53 portraits de Gozel et quatre dessins de fleurs qui lui sont dédiés.
De 1965 à 1968, Bayramov a enseigné l'art au Turkmen Art College Shota Rustaveli à Achgabat.

### Années 1970
Les premiers grands honneurs artistiques de Bayramov sont arrivés avec le lauréat du prix Lénine Komsomol de République Socialiste Soviétique Turkmène en 1970 et de l'URSS en 1972. En 1971, il a terminé ce qui est considéré comme le premier autoportrait Turkmène, une œuvre appartenant autrefois aux collections de l'Union des Artistes de l’URSS à Moscou.
Pendant ce temps, Bayramov fut le premier parmi les peintres turkmènes à développer le thème de la Seconde Guerre mondiale. Son ouvrage Frontline Assistance a capturé le profond patriotisme des femmes turkmènes ordinaires prêtes à sacrifier leurs biens les plus précieux pour aider les soldats. Un autre thème développé par Bayramov au cours de cette période a été le processus de fabrication de tapis turkmènes. Ce thème est vu dans son célèbre ouvrage intitulé Turkmen Carpet Makers (1971), qui représente les femmes au travail dans une fabrique de tapis. Ce chef-d'œuvre artistique de l'ère soviétique turkmène a été exposé au Musée National d'Art Oriental à Moscou en 1971 et a ensuite été acquis par la Galerie Nationale Tretiakov en 1979.
De 1971 à 1973, désireux d'aider les artistes pleins d’avenir, Bayramov est retourné à son poste de professeur d'art au Turkmen Art College Shota Rustaveli à Achgabat.
Au milieu des années 1970, Bayramov a entrepris ce qui allait devenir sa plus célèbre série, Figures Culturelles. Cette série contient des portraits d'individus reconnus par Bayramov comme ayant apporté une contribution importante au patrimoine culturel turkmène à la fin du XXe et au début du XXIe siècle. La création des Figures Culturelles s‘étendrait sur plus de quatre décennies et se traduit par plus de 150 portraits individuels.

### Années 1980
En 1980, Bayramov a été nommé « Honoured Art Worker » de la République Socialiste Soviétique Turkmène, et en 1984, il a reçu le deuxième prix et un diplôme de lauréat pour le concours commémorant le 60e anniversaire de la République Socialiste Soviétique Turkmène et du Parti communiste de la République Socialiste Soviétique Turkmène. Il est resté très productif tout au long des années 1980, malgré les difficultés personnelles associées à la perestroïka (1985-1991), qui a provoqué une pénurie de produits ménagers de base et des produits alimentaires pour beaucoup de gens. Bayramov a persévéré et a travaillé sans relâche, en essayant de se perdre dans son art. Il a continué à élargir son répertoire artistique à travers une focalisation accrue sur des portraits et des natures mortes, en particulier des fleurs.
En 1985, Bayramov a commencé à travailler sur l'une de ses plus célèbres compositions thématiques, son hommage monumental aux grands artistes espagnols du passé, intitulé Brume Doré. Ce travail ne sera achevé qu’en 2001.
Tout au long des années 1980, la popularité et la renommée de Bayramov ont augmenté à la suite de nombreuses expositions individuelles, y compris celles tenues à Moscou, Russie (1980, 1984), Berlin, République démocratique allemande (1981), Oulianovsk, Russie (1984), Achgabat, Turkménistan (deux expositions en 1986) et Budapest, Hongrie (1986).

### Années 1990
Après le succès continu auprès de la critique et du peuple turkmène ainsi qu’à l’étranger, en 1991 Bayramov a reçu le titre artistique le plus élevé dans son pays d'origine : Artiste populaire du Turkménistan.
En 1998, Bayramov a été nommé membre de l'Académie Nationale des Arts du Kirghizstan, ainsi que d'autres artistes tels que Suhrob Kurbanov, Taïr Salakhov, Turgunbai Sadykov, et Erbolat Tolepbai. En conjonction avec la présentation de ce prix, Bayramov a procuré certaines de ses œuvres à l'Exposition Internationale des Académiciens du Kirghizistan à l'Académie des Arts de Bichkek.

### Années 2000
Tout au long des années 2000, Bayramov a continué à voyager et travailler intensivement à la fois au sein du Turkménistan et dans le monde entier. Cela comprenait des voyages en Ukraine, où il a tenu une exposition solo au Musée National d’Art Russe à Kiev en 2000, en Russie (2003), Thaïlande (2004), Turquie (2002 et 2004), aux Maldives (2004), Emirats Arabes Unis (plusieurs voyages entre 2003 et 2007), Pays-Bas (2008), en Italie (2009), Belgique (2010) et en France (2010). En 2008, Bayramov a célébré son 70e anniversaire et ses 50 ans comme artiste avec deux expositions rétrospectives de son œuvre à Achgabat, Turkménistan.
Sur la base de ses réalisations artistiques et de ses contributions à la culture du Turkménistan, en 2008 Bayramov a reçu la médaille « Pour l'Amour de la Patrie”, qui lui a été remise par le Président du Turkménistan.

### Années 2010
Bayramov a continué sa production artistique prolifique dans les années 2010, créant plus de quatre-vingt dix peintures à l'huile entre 2010 et 2014.
En 2012, Bayramov a passé six mois au Canada, où il a créé une série bien connue de peintures de paysage intitulé Automne Canadien. En 2014, les peintures de Bayramov ont été exposées à Toronto, Canada, marquant la première exposition de son travail en Amérique du Nord,,. Une exposition inaugurale des photographies de Bayramov a eu lieu à Toronto en 2015. Titrée A travers les yeux de Durdy Bayramov : vie d’un village Turkmène, 1960 des années 1980, l'exposition présentait des photographies en noir et blanc et a été une exposition phare lors du Festival de Photographie de la Banque Scotia . Le catalogue correspondant a été publié par la Fondation d’Art Durdy Bayramov en association avec le programme d'histoire et culture asiatique de la Smithsonian Institution,.
En 2015, une exposition solo des œuvres de Durdy Bayramov a eu lieu au Programme d'art de la Banque mondiale à Washington, DC, avec le soutien de l'ambassade du Turkménistan aux États-Unis. L'ouverture de cette exposition coïncidait avec les célébrations du 24e anniversaire de l'indépendance et le 20e anniversaire de la neutralité du Turkménistan.

## Style artistique
Durdy Bayramov a créé plus de 5 000 œuvres d'art au cours de sa prolifique carrière, y compris des peintures à l’huile et des œuvres sur papier. Il était également un photographe passionné, bien qu'il considérait cette activité comme étant une partie de son processus artistique et n'a jamais tenté d'exposer ses photographies. Pour cette raison, son travail photographique considérable ne sera exposé qu'après sa mort.
Bayramov a beaucoup travaillé sur quatre genres : portraits, natures mortes, paysages et compositions thématiques, mais il a longtemps été connu pour ses portraits. Dès 1975, il était noté que «bien qu'il peigne des paysages et tableaux de genre, on pourrait dire que le portrait retient son attention particulière». Parmi ses contemporains, il était considéré comme «le maître inégalé du portrait». 
Bayramov pénétrait profondément dans le caractère et la vie intérieure de ses sujets afin de refléter la diversité de leurs personnalités sur toile, tout en mettant l'accent sur leurs meilleures qualités. Bayramov disait qu'il faisait cela «en cherchant toujours cette étincelle spéciale qui existe au sein de chaque personne.» Il cherchait à harmoniser les découvertes contextuelles de l'Impressionnisme, l'attention aux détails du Réalisme Classique, et les riches traditions artistiques du Turkménistan. Bayramov trouvait l'inspiration chez les personnes de tous âges, quelle que soit leur origine sociale, économique ou ethnique. Ses sujets comprennent une grande variété d'individus, des villageois aux scientifiques, des étrangers aux membres de la famille, des enfants aux personnes âgées. La nature empathique de Bayramov et son rapport étroit avec ses sujets aident à expliquer son succès dans ce genre.
Bien que Bayramov soit mieux connu pour ses portraits, son travail sur les natures mortes et les paysages est également très respecté. Les fleurs ont tenu une place particulière dans les œuvres de natures mortes de Bayramov. Il était particulièrement passionné par la peinture des couleurs riches et les textures des coquelicots rouges qui tapissent les contreforts du Turkménistan chaque Printemps. La représentation des fruits dans les natures mortes de Bayramov symbolise l'abondance de la nature et son amour pour le fruit de son pays natal en particulier. Il peignait souvent pommes, melons, grenades, etc. disposés sur des tapis traditionnels turkmènes aux motifs göl et aux couleurs vibrantes, ou sur des feutres décoratifs turkmènes appelés keche (ru).

## Décès et héritage
En février 2014, Durdy Bayramov est diagnostiqué avec un cancer du foie. Il décède le 14 février 2014. Il est survécu par son épouse, Gozel Bayramova, quatre filles et sept petits-enfants.
En 2015, la Fondation d’Art Durdy Bayramov est créée à Toronto, Canada, dans le but de faire avancer l'héritage de Bayramov dans l'art et l'éducation. Pour étendre cette mission, la Fondation a ouvert le Musée Bayramov. Situé à Toronto, le musée contient la plus grande collection au monde des œuvres de Bayramov et accueille des expositions permanentes et temporaires de l'art de Bayramov.
Durdy Bayramov est largement reconnu comme l'un des peintres les plus importants de l'Asie Centrale. Son art peut être trouvé dans de nombreuses collections privées, ainsi que dans les musées, galeries et institutions culturelles du monde entier :
- Durdy Bayramov Art Foundation, Toronto, Canada
- Dresden Gallery, Dresde, Allemagne
- Musée des beaux-arts turkmène (en) , Achgabat, Turkmenistan
- Museum of Fine Arts, Mary, Turkmenistan
- Museum of Fine Arts, Turkmenabat, Turkmenistan
- Museum of Fine Arts, Balkanabat, Turkmenistan
- The State Tretyakov Gallery[24], Moscou, Russie
- The State Museum of Oriental Art (ru), Moscou, Russie
- Museum of Fine Arts of Karelian Republic, Petrozavodsk, Russie
- Museum of Fine Arts, Komsomolsk-on-Amur, Russie
- Primorye State Art Gallery, Vladivostok, Russie
- Tyumen Regional Museum of Fine Arts, Tioumen, Russie
- The T. Sadykov (ru) Museum of the National Academy of Arts, Bishkek, Kyrgyzstan
- Musée des arts d'Ouzbékistan, Tachkent, Ouzbékistan
- The Kiev National Museum of Russian Art (ru), Kiev, Ukraine
- The Lugansk Regional Museum of Fine Arts (ru), Lugansk, Ukraine
- Museum of Fine Art, Kmitov, Ukraine

## Expositions personnelles
- 2016 Durdy Bayramov, Toronto, Canada. ”Classical Turkmen Music Days in Canada”. Ismaili Centre, Toronto
- 2016 Durdy Bayramov, Achgabat, Turkmenistan. Ministère turkmène des Transports et Communications, avec le soutien du ministère de la Culture, du ministère de l’Éducation et des musées d’Achgabat (”Year of Honoring Heritage, Transforming the Motherland")[25]
- 2016 Durdy Bayramov, Washington, DC, États-Unis. Ambassade du Turkménistan à Washington, D.C.
- 2015 Durdy Bayramov, Washington, DC, États-Unis. World Bank Art Program
- 2015 Durdy Bayramov, Toronto, Canada. ”Through the Eyes of Durdy Bayramov: Turkmen Village Life, 1960s-80s” (sa première exposition photographique à l’international)
- 2014 Durdy Bayramov, Toronto, Canada. ”My life belongs to art and art belongs to the people”
- 2013 Durdy Bayramov, Achgabat, Turkmenistan (exposition à l'occasion de ses 75 ans)
- 2008 Durdy Bayramov, Exhibition Hall of the Artists Union, Achgabat, Turkménistan (exposition célébrant son 70e anniversaire et ses 50 années de travail de l’art)
- 2008 Durdy Bayramov, Musée des beaux-arts turkmène (en), Achgabat, Turkmenistan
- 2003 Durdy Bayramov, Achgabat, Turkmenistan
- 2000 Durdy Bayramov, Kiev National Museum of Russian Art, Kiev, Ukraine
- 1998 Durdy Bayramov, Achgabat, Turkmenistan
- 1986 Durdy Bayramov, Budapest, Hungary
- 1986 Durdy Bayramov, Ashkhabad, Turkmen Soviet Socialist Republic. Ashkhabad – Kunya
- 1986 Durdy Bayramov, Ashkhabad, Turkmen Soviet Socialist Republic
- 1984 Durdy Bayramov, Oulianovsk, Russie
- 1981 Durdy Bayramov, Berlin, German Democratic Republic
- 1980 Durdy Bayramov, Moscou, Russie
- 1978 Durdy Bayramov, Ashkhabad, Turkmen Soviet Socialist Republic
- 1975 Durdy Bayramov, Kiev, Ukraine
- 1971 Durdy Bayramov, Halle (Saale), German Democratic Republic
- 1970 Durdy Bayramov, Ashkhabad, Turkmen Soviet Socialist Republic. ”Through India”

## Prix et distinctions
- 2011 Médaille du jubilé ”20e anniversaire de l'indépendance du Turkménistan”
- 2009 Prix Nurali Byashim, Union des artistes du Turkménistan
- 2008 Président de la médaille du Turkménistan ”Pour l'amour de la patrie"
- 1998 Académicien de l'Académie Nationale des Arts de la République Kirghize
- 1991 Nommé Artiste du Peuple de République Socialiste Soviétique Turkmène
- 1984 Deuxième prix et lauréat du Diplôme pour le concours commémorant le 60e anniversaire de la République Socialiste Soviétique Turkmène et du Parti communiste de la RSS Turkmène
- 1980 “Honoured Art Worker” de la République Socialiste Soviétique Turkmène
- 1978-1979 Deuxième prix et lauréat du Diplôme pour le concours d'art de la République Socialiste Soviétique Turkmène
- 1975 Troisième Prix et lauréat du diplôme pour le concours à l'échelle nationale intitulé «Portrait de femmes», Moscou, URSS
- 1974 Médaille d'or, Exposition des réalisations de l'économie nationale (VDNKh), Moscou, URSS
- 1974 Certificat honorifique, Conseil suprême et Conseil des ministres de la République Socialiste Soviétique Turkmène
- 1974 Deuxième prix et lauréat du Diplôme pour le concours commémorant le 50e anniversaire de la République Socialiste Soviétique Turkmène
- 1972 Prix Komsomol de Lénine URSS; Lauréat Deuxième Prix et lauréat du diplôme, Exposition Nationale des Jeunes Artistes de l'URSS
- 1970 Prix Lénine Komsomol de la République Socialiste Soviétique Turkmène
- 1965 Certificat d'honneur, Conseil Suprême de la République Socialiste Soviétique Turkmène